# Studie z aplikované lingvistiky
Studie z aplikované lingvistiky (anglicky Studies in Applied Linguistics) je časopis vydávaný Filozofickou fakultou Univerzity Karlovy, který se zaměřuje na vybraná témata aplikované lingvistiky, interdisciplinární oblasti popisu jazyka a přilehlé metodologické otázky. Časopis vychází od roku 2010 a přináší odborné studie, rozhovory s významnými lingvisty, polemiky a zamyšlení nad aktuálními teoretickými otázkami, recenze odborných publikací a zprávy o aktuálním dění v oboru. Texty v časopise jsou publikovány v češtině, slovenštině a angličtině.
Časopis je zařazen na Seznam recenzovaných neimpaktovaných periodik vydávaných v ČR a do databází ERIH Plus, EBSCO, CEJSH a CEEOL. 
Jako všechny časopisy z produkce Vydavatelství Filozofické fakulty Univerzity Karlovy vychází i časopis Studie z aplikované lingvistiky od roku 2015 zcela v režimu Open Access a jeho digitální podoba je tedy čtenářům volně dostupná z webových stránek.